# Danny John-Jules
Danny John-Jules (* 16. září 1960 Londýn), vlastním jménem Daniel John-Jules, je britský herec, zpěvák a tanečník. Do povědomí televizní veřejnosti se dostal rolí Kocoura v britském sci-fi seriálu Červený trpaslík. Velice úspěšným se stal také jeho singl Tongue tied, který zazněl také v seriálu a v roce 1993 se dostal mezi 20 nejlepších v žebříčku UK Singles Chart. Na konci října 2011 navštívil Českou republiku a setkal se se svými fanoušky na conu Fancity.

## Filmografie (výběr)
- Červený trpaslík (1988–2020)
- Maid Marian and Her Merry Men (1989 – 1994)
- Sbal prachy a vypadni (1998)
- Blade 2 (2002)